# Otema Allimadi
Erifasi Otema Allimadi (11 de fevereiro de 1929 – 5 de agosto de 2001) foi um político de Uganda que serviu como Ministro das Relações Externas do país (1979 – 1980) no governo da UNLF e mais tarde como terceiro Primeiro Ministro do Uganda (1980 – 1985) no Governo UPC.